# Мильтинис, Юозас

Памятник Ю. Мильтинису перед зданием Паневежского драматического театра

Юо́зас Мильти́нис (лит. Juozas Miltinis; 1907 — 1994) — советский, литовский актёр, театральный режиссёр, педагог. Народный артист СССР (1973).

## Биография
Юозас Мильтинис родился 3 (16) сентября 1907 года в деревне Дабикине (ныне — в Акмянском районе, Литва).
В 1922—1925 годах учился в Векшняйской гимназии, в 1926—1927 — в Каунасской иезуитской гимназии.
В 1931 году окончил драматическую студию при Каунасском драматическом театре. В 1928 году впервые вышел на сцену статистом в опере Дж. Верди «Аида».
В 1931—1932 годах работал в Шяуляйском драматическом театре, откуда был  уволен за профессиональную непригодность.
В 1932 году уехал во Францию, где изучал киноискусство и искусство театра, посещал художественную школу Лувра, слушал лекции в Сорбонне. В 1933—1936 годах учился в актёрской студии Ш. Дюллена в Париже, там же начал сниматься в небольших киноролях, играл в театре.
В 1937 году ненадолго возвратился в Каунас. В 1938 году уезжает в Лондон (Англия), где также изучал театральное искусство. В 1938—1939 годах работал как театральный критик в журнале «Навая Ромува» в Каунасе.
В 1939—1940 годах руководил театральной студией при Палате труда в Каунасе.
В 1940—1954 и с 1959 по 1980 год — художественный руководитель и главный режиссёр Паневежского драматического театра (ныне Драматический театр Юозаса Мильтиниса), созданного на основе актёрского состава студии, которой он руководил в Каунасе.
Вёл педагогическую работу в студии при театре. Среди его учеников Д. Банионис, Б. Бабкаускас, Л. Лауцявичюс, А. Масюлис.
В 1954—1959 годах как актёр и режиссёр дубляжа работал на Литовской киностудии.
Член Союза кинематографистов Литовской ССР
Юозас Мильтинис скончался 13 июля 1994 года в Паневежисе. Похоронен на кладбище по улице Рамигалос.

## Звания и награды
- Заслуженный артист Литовской ССР (1948)
- Народный артист Литовской ССР (1965)
- Народный артист СССР (1973)
- Государственная премия Литовской ССР (1965)
- Орден Ленина
- Орден «Знак Почёта»
- Орден Дружбы народов (1977)
- Командорский крест ордена Великого князя Литовского Гядиминаса (1994)
- Кавалер ордена Искусств и литературы (1995, Франция) (посмертно)
- Медали
- Почётный гражданин Паневежиса (1980).

## Творчество

### Постановки в театре
- 1941 — «Падь серебряная» Н. Погодина
- 1941, 1971 — «Вольпоне» Б. Джонсона
- 1941 — «Завещание мошенника» Б. Джонсона
- 1943 — «Генрих IV» Л. Пиранделло
- 1946 — «Ревизор» Н. Гоголя
- 1947 — «Жорж Данден» Мольера
- 1949 — «Гроза проходит» Ю. Паукштялиса
- 1949 — «Женитьба Белугина» А. Н. Островского
- 1952 — «Как закалялась сталь» по Н. А. Островскому
- 1953 — «Наследники Рабурдена» Э. Золя
- 1954 — «Чайка» А. Чехова
- 1957, 1972 — «Гедда Габлер» Г. Ибсена
- 1957, 1971 — «Севильский цирюльник» П. Бомарше
- 1958 — «Смерть коммивояжёра» А. Миллера
- 1959 — «Иванов» А. Чехова
- 1961 — «Макбет» У. Шекспира
- 1964 — «Поднятая целина» по М. Шолохову
- 1966 — «Там за дверью» В. Борхерта
- 1966 — «Тайна Адомаса Брунзы» Ю. Грушаса
- 1967 — «Любовь, джаз и дьявол» Ю. Грушаса
- 1969, 1978 — «Франк V» Ф. Дюрренматта
- 1973 — «Пляска смерти» А. Стриндберга
- 1974 — «Пий неразумный» Ю. Грушаса
- 1977 — «Царь Эдип» Софокла
- 1979 — «Реквием по монахине» У. Фолкнера и А. Камю
- 1980 — «Žibintą» А. де Мюссе.

### Фильмография
- 1953 — Над Неманом рассвет — крестьянин Пранкус
- 1959 — Адам хочет быть человеком — капитан
- 1962 — Шаги в ночи — инженер Виркутис
- 1966 — Ночи без ночлега — Ила
- 1968 — Когда я был маленьким — сторож на конезаводе

#### Участие в фильмах
- 1966 — Там, за дверью (документальный)
- 1977 — Монологи (документальный)

## Память
- С 1995 года Драматический театр и 7-я средняя школа Паневежиса носит имя Ю. Мильтиниса
- В 1996 году, в Паневежисе, в квартире, где Ю. Мильтинис жил последние годы жизни, основан Центр исследования его наследия
- В 2007 году, в Паневежисе открыт памятник Ю. Мильтинису (скульптор Р. Мидвикис)
- В 2007 году, к 100-летию со дня рождения режиссёра, выпущена почтовая марка с его изображением (художник А. Раткевичиене)
- В 2007 году вышел документальный фильм «Добрый вечер, господин Мильтинис» (режиссёр А. Мацюлявичюс).